# Otanmäki
Otanmäki är en tätort (finska: taajama) i Kajana stad (kommun) i landskapet Kajanaland i Finland. Fram till 2006 låg Otanmäki i Vuolijoki kommun. Vid tätortsavgränsningen den 31 december 2021 hade Otanmäki 668 invånare och omfattade en landareal av 1,50 kvadratkilometer.